# Rouvignies
Rouvignies és un municipi francès, situat a la regió dels Alts de França, al departament del Nord. L'any 2006 tenia 701 habitants. Limita al nord amb Hérin, a l'est amb Prouvy, al sud amb Haulchin, i a l'oest amb Wavrechain-sous-Denain.

## Demografia
| 1962                                       | 1968 | 1975 | 1982 | 1990 | 1999 | 2006 |
| ------------------------------------------ | ---- | ---- | ---- | ---- | ---- | ---- |
| 516                                        | 521  | 571  | 527  | 503  | 588  | 701  |
| Des de 1962: població sense dobles comptes |      |      |      |      |      |      |

## Administració
| Període | Identitat        | Partit |
| ------- | ---------------- | ------ |
| 2001-   | Michel Kaczmarek | PCF    |